# Les plus grands succès de Dalida sur scène
Les plus grands succès de Dalida sur scène è una raccolta postuma della cantante italo-francese Dalida, pubblicata nel 1993 da Carrere Music.
Il doppio CD di questo album, contenente trenta brani, è un estratto del cofanetto Les plus beaux concerts de Dalida.

## Tracce

### Disco 1
Tracce
1. Introduction orchestre "Non"
2. Non
3. Chanter les voix
4. Hene ma tov
5. Les anges noirs
6. Tout au plus
7. Les choses de l'amour
8. Toutes les femmes du monde
9. Le fermier
10. Darla dirladada
11. Deux colombes
12. Ils ont changé ma chanson
13. Une vie
14. Avec le temps
15. Mamy blue
16. Ciao amore, ciao (versione in francese)

### Disco 2
1. Il y a toujours une chanson
2. Pour ne pas vivre seul
3. Entrez sans frapper
4. Le clefs de l'amour
5. Avec le temps
6. Amoureuse de la vie
7. Comme si tu étais là
8. Et tous ces regards
9. Pot-pourri
10. Il venait d'avoir 18 ans
11. Je suis malade
12. Julien
13. J'attendrai
14. Gigi l'amoroso (versione in francese)